# ایب سگال
ایب سگال (انگلیسی: Abe Segal؛ زاده ۲۳ اکتبر ۱۹۳۰ - درگذشته ۴ آوریل ۲۰۱۶) یک تنیس‌باز اهل آفریقای جنوبی بود.